# ヤンクトン郡
座標: 北緯43度01分 西経97度39分 / 北緯43.017度 西経97.650度
ヤンクトン郡（英: Yankton County）は、アメリカ合衆国のサウスダコタ州にある郡。2000年時点の人口は21,652人で、郡庁所在地はヤンクトン (Yankton)。この郡だけでヤンクトン小都市圏を形成している。

## 地理
アメリカ合衆国国勢調査局によると、この郡は総面積1,379 km2 (533 mi2) である。このうち1,351 km2 (522 mi2)が陸地で、29 km2 (11 mi2) が川や湖などの水地域である。総面積のうちの2.08%が水地域となっている。
この郡の南の境界線はミズーリ川に沿って引かれている。

### 郡区
この郡は南東ヤンクトン (Southeast Yankton) と西ヤンクトン (West Yankton) の2つの非自治的領域と下記の9郡区から成る。
- ゲイビル (Gayville)
- ジェイムズビル (Jamesville)
- マリンダール (Marindahl)
- メイフィールド (Mayfield)
- ミッションヒル (Mission Hill)
- ターキーバレー (Turkey Valley)
- ユーティカ (Utica)
- ボリン (Volin)
- ウォルシュタウン (Walshtown)

### 幹線道路
- 国道81号線
- 州道47号線
- 州道50号線
- 州道53号線
- 州道153号線
- 州道314号線

### 隣接する郡
- ターナー郡（北東）
- クレイ郡（東）
- シーダー郡 (ネブラスカ州)（南東）
- ノックス郡 (ネブラスカ州)（南西）
- バナム郡（西）
- ハッチンソン郡（北西）

### 国立保護区
- ミズーリ国立レクリエーショナル河川（部分管轄）

## 人口動静

2000年国勢調査時の郡の人口ピラミッド

2000年の国勢調査によると、ヤンクトン郡には21,652人、8,187世帯、及び5,403家族が暮らしている。人口密度は16/km2 (42/mi2) で、7/km2 (17/mi2) の平均的な密度に8,840軒の住居が建っている。この郡の人種の構成は白人95.10%、黒人（アフリカ系アメリカ人）1.16%、先住民1.63%、アジア系0.42%、太平洋諸島系0.02%、その他の人種0.74%、および混血0.91%で、1.82%の人々がヒスパニックまたはラテン系である。
ヤンクトン郡に住む8,187世帯のうち、33.00%は18歳未満の子どもと暮らしており、54.40%は夫婦で生活している。8.30%は未婚の女性が世帯主であり、34.00%は家族以外の住人と同居している。29.30%は独居で、全世帯の12.00%は65歳以上の独居老人世帯である。1世帯あたりの平均人数は2.43人であり、家庭の場合は3.03人である。
郡の住民は25.70%が18歳未満の子どもで、18歳以上24歳以下が8.70%、25歳以上44歳以下が29.00%、45歳以上64歳以下が22.00%、および65歳以上が14.60%となっている。平均年齢は37歳である。女性100人に対して男性は101.90人いて、18歳以上の女性100人に対しては男性は101.30人いる。
郡の世帯ごとの平均収入は35,374米ドルで、家族ごとでは43,600米ドルである。男性の29,010米ドルに対して女性は20,686米ドルの平均的な収入がある。この郡の一人当たりの収入 (per capita income) は17,312米ドルである。総人口の9.60%、家族の6.60%は貧困線以下である。18歳未満の子どもの10.00%及び65歳以上の9.00%は貧困線以下の生活を送っている。

## 都市および町
| 2000年国勢調査時での郡内の都市および町の人口 | 2000年国勢調査時での郡内の都市および町の人口 |
| -------------------------------------------- | -------------------------------------------- |
| ヤンクトン                                   | 13,528人                                     |
| ゲイビル                                     | 418人                                        |
| ボリン                                       | 207人                                        |
| ミッションヒル                               | 183人                                        |
| レスタービル                                 | 158人                                        |
| ユーティカ                                   | 86人                                         |

- ゲイビル (en:Gayville, South Dakota)
- レスタービル (en:Lesterville, South Dakota)
- ミッションヒル (en:Mission Hill, South Dakota)
- ユーティカ (en:Utica, South Dakota)
- バレービュー (Valleyview)
- ボリン (en:Volin, South Dakota)
- ヤンクトン (en:Yankton, South Dakota)